# Jens Cajuste
Jens-Lys Michel Cajuste (Gotemburgo, 10 de agosto de 1999) es un futbolista sueco que juega en la demarcación de centrocampista para el Ipswich Town F. C. de la EFL Championship, en calidad de cedido por la S. S. C. Napoli.

## Trayectoria
Nacido de padre haitiano-americano y madre sueca, a los seis años se trasladó a China con su familia, donde empezó a jugar al fútbol. En 2009 regresó a Suecia.
Criado en la cantera del Örgryte, debutó con el primer equipo el 17 de octubre de 2016, jugando en el partido de la Superettan que perdió 4-1 contra el Sirius.
En junio de 2018, fue transferido al Midtjylland danés. En tres temporadas y media con los rojinegors, ganó una liga danesa y una Copa de Dinamarca, totalizando 79 presencias y dos goles.
El 10 de enero de 2022 se hizo oficial su fichaje por el Stade de Reims. En el club francés jugó en 42 ocasiones marcando 6 tantos.
El 10 de agosto de 2023 fichó por el S. S. C. Napoli italiano. En su primera temporada disputó 26 encuentros en la Serie A y en agosto de 2024 fue prestado al Ipswich Town F. C.; el 7 de agosto de 2025, se confirmó la renovación del préstamo al club inglés.

## Selección nacional
Tras jugar con la selección de fútbol sub-21 de Suecia, finalmente el 11 de noviembre de 2020 hizo su debut con la selección absoluta en un encuentro amistoso contra Dinamarca que finalizó con un resultado de 2-0 a favor del combinado danés tras los goles de Jonas Wind y Alexander Bah.

## Clubes
| Club                        | País       | Año       | Partidos | Goles |
| --------------------------- | ---------- | --------- | -------- | ----- |
| Örgryte IS                  | Suecia     | 2016-2018 | 18       | 0     |
| F. C. Midtjylland           | Dinamarca  | 2018-2022 | 79       | 2     |
| Stade de Reims              | Francia    | 2022-2023 | 42       | 6     |
| S. S. C. Napoli             | Italia     | 2023-2024 | 35       | 0     |
| Ipswich Town F. C. (cedido) | Inglaterra | 2024-     | 33       | 1     |

## Palmarés

### Títulos nacionales
| Título                 | Club              | País      | Año     |
| ---------------------- | ----------------- | --------- | ------- |
| Copa de Dinamarca      | F. C. Midtjylland | Dinamarca | 2018-19 |
| Superliga de Dinamarca | F. C. Midtjylland | Dinamarca | 2019-20 |